# Skeleton na Zimních olympijských hrách 1928
Na II. Zimních olympijských hrách se poprvé konala soutěž ve skeletonu. Místem konání byla přírodní dráha zvaná Cresta-Run, obsahující 15 zatáček na 1.210 metrů dlouhé trase překonávající převýšení 157 metrů. Specifické požadavky na skeletonovou dráhu byly příčinou toho, že se tento sport objevil znovu na pořadu her až v roce 1948, kdy pořadatelem byl opět St. Moritz.
Závod se skládal ze tří jízd. Časy ze všech jízd se pak sčítaly. Závodů se zúčastnilo deset jezdců ze 6 zemí, ale Francouz P. Dorneuil a Švýcar W. Noneschen nedokončili všechny jízdy. První a druhé místo obsadili bratři Heatonovi ze Spojených států, kteří byli pravidelnými návštěvníky St. Moritzu. Vítězný Jennison Heaton navíc získal stříbrnou medaili v soutěži čtyřbobů a stal se tak jedním z nejúspěšnějších sportovců těchto her. Jeho bratr John Heaton nastoupil ve skeletonu i na olympiádě v roce 1948 a získal zde opět stříbrnou medaili.

## Medailové pořadí zemí
| Pořadí | Země                         | Zlato | Stříbro | Bronz | Celkově |
| ------ | ---------------------------- | ----- | ------- | ----- | ------- |
| 1.     | Spojené státy americké (USA) | 1     | 1       | 0     | 2       |
| 2.     | Velká Británie (GBR)         | 0     | 0       | 1     | 1       |
|        | Celkem                       | 1     | 1       | 1     | 3       |

## Medailisté

### Muži
| Disciplína  | Zlato                                          | Výkon  | Stříbro                                    | Výkon  | Bronz                                 | Výkon  |
| ----------- | ---------------------------------------------- | ------ | ------------------------------------------ | ------ | ------------------------------------- | ------ |
| jednotlivci | Jennison Heaton · Spojené státy americké (USA) | 3:01,8 | John Heaton · Spojené státy americké (USA) | 3:02,8 | David Carnegie · Velká Británie (GBR) | 3:05,1 |

## Výsledky
| P.                          | Sportovec            | Stát                   | 1. jízda | 2. jízda | 3. jízda | Celkem | Ztráta |
| --------------------------- | -------------------- | ---------------------- | -------- | -------- | -------- | ------ | ------ |
| Zlatá olympijská medaile    | Jennison Heaton      | Spojené státy americké | 1:00,2   | 1:00,2   | 1:01,4   | 3:01,8 | –      |
| Stříbrná olympijská medaile | John Heaton          | Spojené státy americké | 1:01,4   | 1:00,4   | 1:01,0   | 3:02,8 | +1,0   |
| Bronzová olympijská medaile | David Carnegie       | Velká Británie         | 1:02,7   | 1:01,0   | 1:01,4   | 3:05,1 | +3,3   |
| 4.                          | Agostino Lanfranchi  | Itálie                 | 1:02,1   | 1:02,4   | 1:04,2   | 3:08,7 | +6,9   |
| 5.                          | Alexander Berner     | Švýcarsko              | 1:03,4   | 1:03,4   | 1:02,0   | 3:08,8 | +7,0   |
| 6.                          | Franz Unterlechner   | Rakousko               | 1:05,9   | 1:03,4   | 1:04,2   | 3:13,5 | +11,7  |
| 7.                          | Alessandro del Torso | Itálie                 | 1:05,6   | 1:04,7   | 1:04,6   | 3:14,9 | +13,1  |
| 8.                          | Louis Hasenknopf     | Rakousko               | 1:15,4   | 1:10,9   | 1:10,4   | 3:36,7 | +34,9  |
| 9.                          | Willy von Eschen     | Švýcarsko              | 1:04,8   | DNF      | —        | —      | —      |
| 10.                         | Pierre Dormeuil      | Francie                | DNF      | —        | —        | —      | —      |